# Asmicridea grisea
Asmicridea grisea är en nattsländeart som först beskrevs av Martin E. Mosely 1933.  Asmicridea grisea ingår i släktet Asmicridea och familjen ryssjenattsländor. Inga underarter finns listade i Catalogue of Life.